# Ostermoordorf
Ostermoordorf ist ein Ortsteil der Einheitsgemeinde Großheide im ostfriesischen Landkreis Aurich in Niedersachsen.
Der Ort entstand im Zuge des Torfabbaus.